# گل‌خورک ماکو
گل‌خورک ماکو (نام علمی: Periophthalmus modestus) نام یک گونه از سرده گل‌خورک‌ماهی است.